# Marcello Adriani il Giovane
Marcello Adriani il Giovane (Firenze, 1562 – Firenze, 1604) è stato un filologo e letterato italiano.
Fu figlio dello storico e letterato Giovan Battista Adriani e nipote dell'umanista e politico Marcello Virgilio Adriani.
Fu professore di lettere latine e greche nello Studio Fiorentino e illustre traduttore di Demetrio Falereo e Plutarco; inoltre fu socio e censore dell'Accademia Fiorentina e fece parte dell'Accademia degli Alterati, nella quale veniva chiamato il Torbido. Nel 1583 pubblicò la Istoria de' suoi tempi del padre, Giovanni Battista Adriani, dedicandola al granduca Francesco I.

### Traduzioni
- Vite parallele di Plutarco, volgarizzate da Marcello Adriani il giovane (l'edizione in sei volumi, con note di Francesco Cerroti e di Giuseppe Cugnoni, edita a Firenze da Le Monnier nel 1859, è accessibile gratuitamente on-line su Google Libri (primo, secondo, terzo, quarto, quinto e sesto)
- Della locuzione tradotto dal greco in toscano da Marcello Adriani il giovane gentiluomo fiorentino professore di lettere greche nello studio di Firenze Demetrio Falereo, Firenze, nella stamperia di Gaetano Albizzini, 1738.